# Бармица (экипировка)

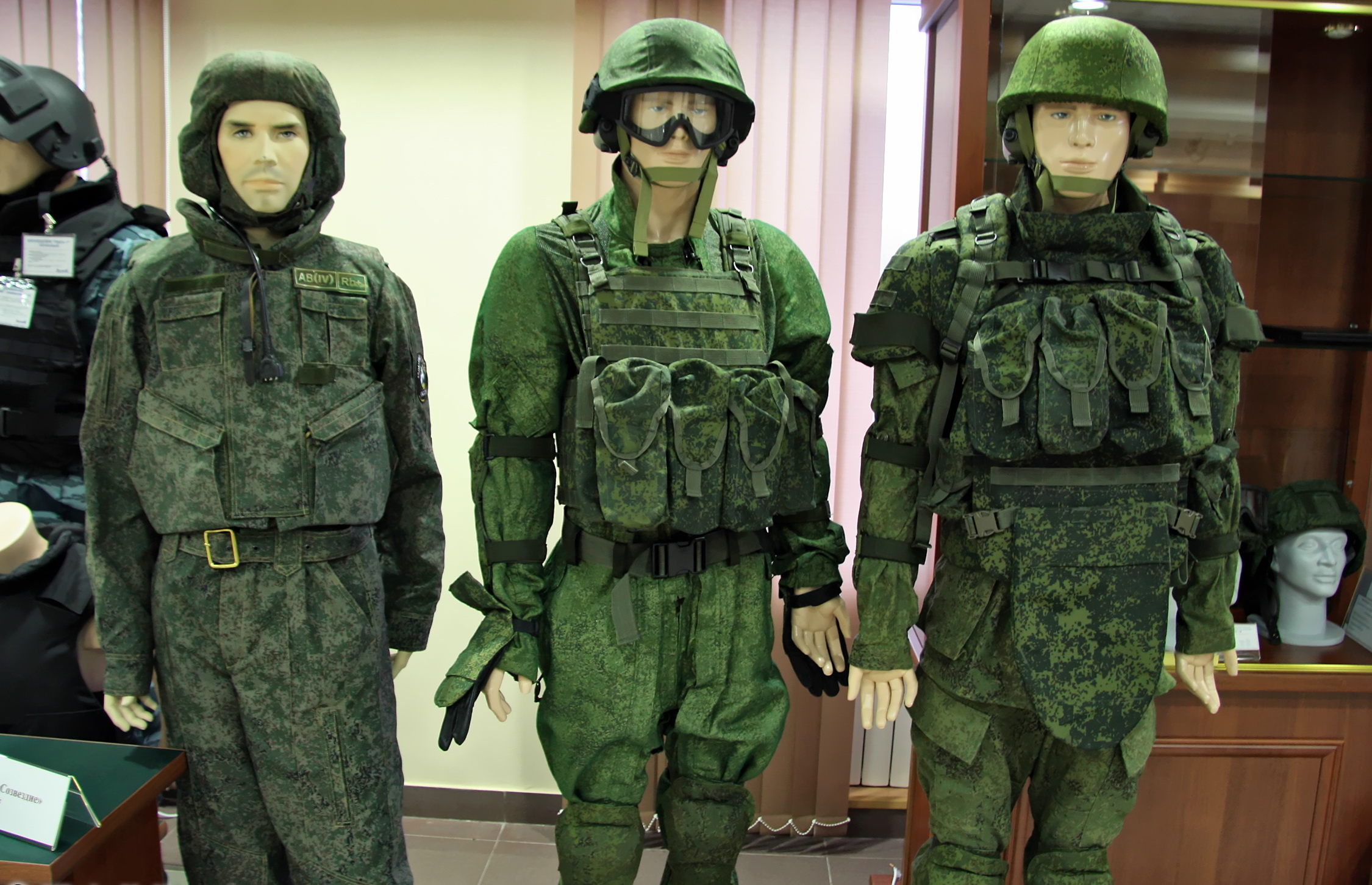
Слева направо: защитный костюм 6Б15 для экипажей боевых машин, боевой комплект 6Б21 «Пермячка» и индивидуальная экипировки «Бармица»

Базовый комплект индивидуальной экипировки (БКИЭ) «Бармица» — базовый комплект российской экипировки первого поколения, созданный для мотострелковых и воздушно-десантных войск, а также — частей спецназначения.
БКИЭ разработан коллективом климовского предприятия ЦНИИТочМаш в период с 1999 по 2005 год в рамках программы Генерального штаба «Боец-XXI». Помимо ЦНИИТочМаш в разработке экипировки «Бармица» принимали участие более 20 предприятий, в том числе концерны «Созвездие» и «Ижмаш», ОАО «Циклон», ОАО «Центр Армоком», ЗАО «Кираса» и другие. Комплект представляет собой систему взаимосвязанных и взаимодополняющих элементов, каждый из которых предназначен для успешного выполнения военнослужащим его должностных обязанностей и повышения его боевой живучести до максимума. Экипировка включает в себя полевую форму, средства огневого поражения, индивидуальной защиты, жизнеобеспечения, выживания, разведки, наблюдения и так далее, которые изготовляются по передовым технологиям из самых современных материалов.

## Предпосылки создания

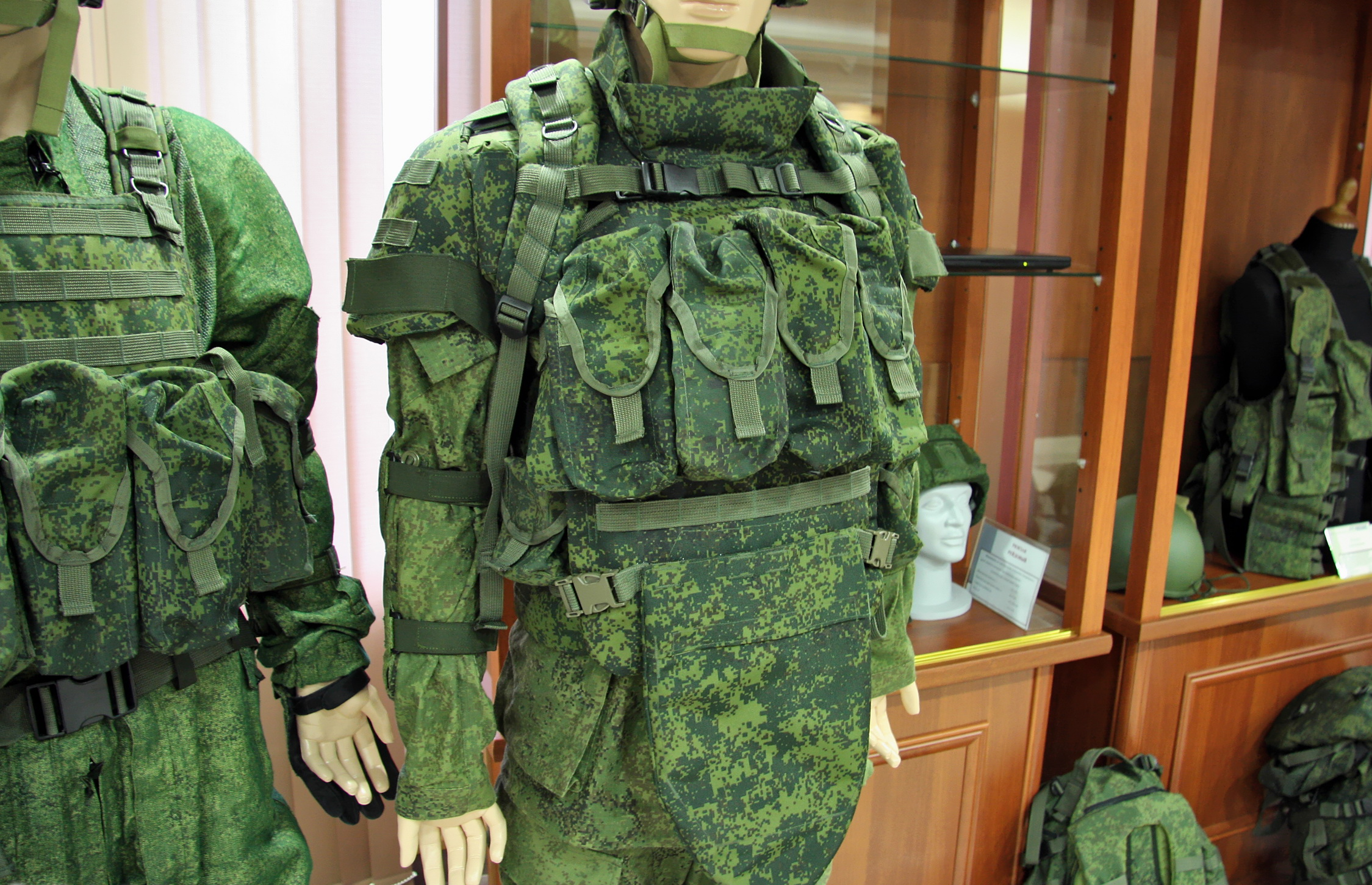
Один из вариантов боевой экипировки «Бармица» (фронтальный вид, 2011 год)

Необходимость комплексного подхода к разработке боевого снаряжения впервые была озвучена и сформулирована в виде задачи в 1993 году на Военном совете Сухопутных войск Министерства обороны Российской Федерации. С 1994 года ответственность за её реализацию была возложена на Главное ракетно-артиллерийское управление Министерства обороны России. Для этого в ГРАУ МО был создан специализированный отдел, по данной проблематике определён головной НИИ Минобороны России, а на военных полигонах осуществлено развёртывание испытательной базы для всесторонней проверки комплектов боевой экипировки и её отдельных элементов.
В результате к концу 90-х годов XX века удалось сформировать систему кооперационного взаимодействия отечественных предприятий, результатом работы которой за относительно короткий срок стало появление экипировки «Бармица».
Комплекс испытаний БКИЭ «Бармица» проводился во всех регионах Российской Федерации и включал в себя всестороннюю проверку её функциональности и соответствия требованиям военных.

## Планы развития и совершенствования
По первоначальным планам разработчиков, развитие программы должно было включать в себя несколько этапов:
1. развёртывание серийного производства БКИЭ «Бармица» (1999—2000).
2. создание комплекса второго поколения «Бармица-2» (2001—2005).
3. проектирование и внедрение в серийное производство комплекса третьего поколения «Ратник», эффективность которого закладывалась на уровне в 8 — 10 раз выше, чем у БКИЭ «Бармица» (2006—2010).
4. серийный выпуск комплекта «Ратник» и выполнение НИОКР по дальнейшему его совершенствованию (2010—2015).

## Общее описание

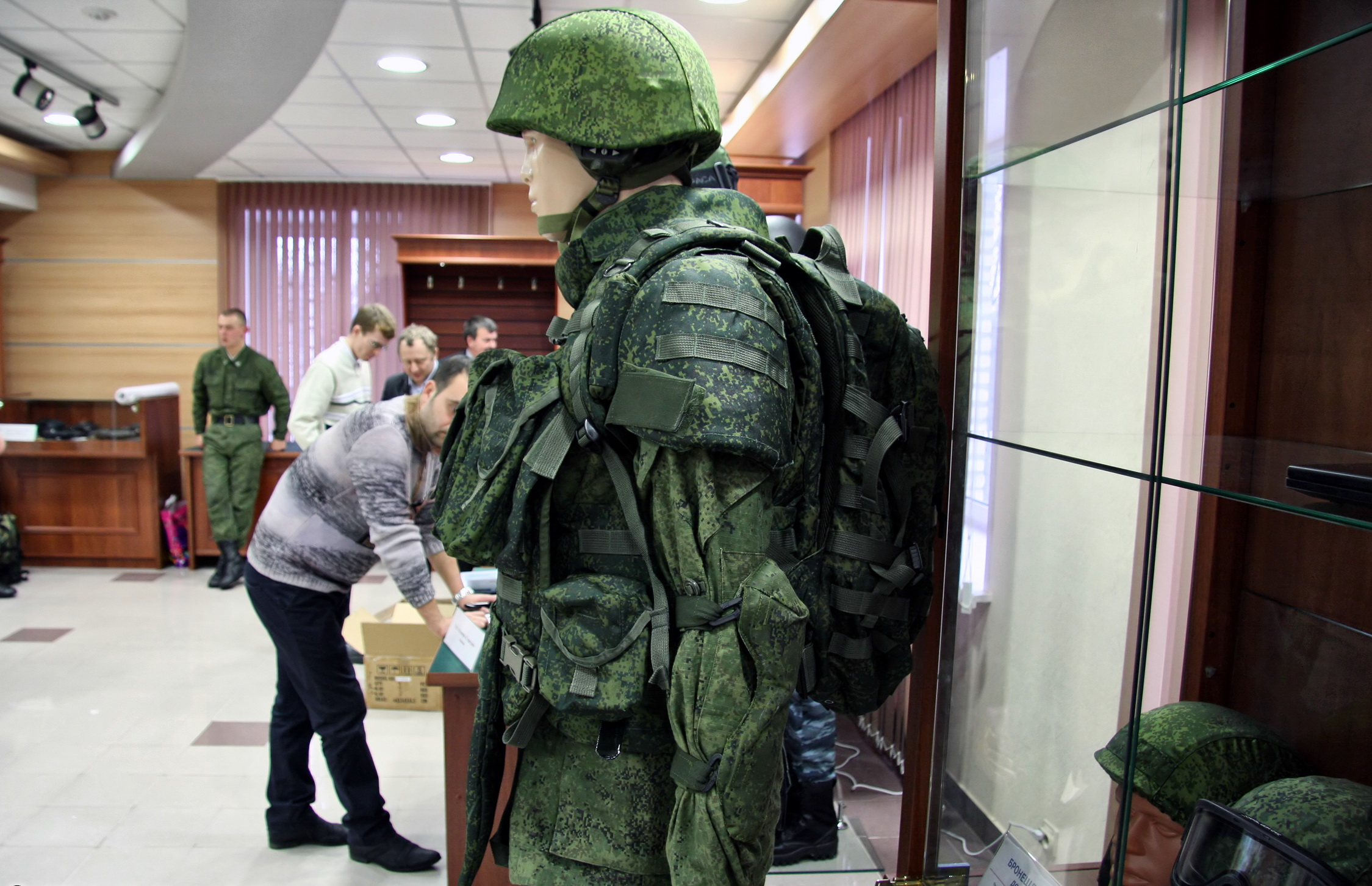
Один из вариантов боевой экипировки «Бармица» (вид сбоку, 2011 год)

Экипировка «Бармица» имеет общий вес 43—52 кг в зависимости от специальности военнослужащего при массе носимой части 28—36 кг; она включает в себя более 50 элементов (по некоторым данным — более 60), среди которых — индивидуальное вооружение в виде автоматов АК, АН-94 либо пулемёта «Печенег», бронежилет, шлем, навигационное оснащение, портативная радиостанция из комплекса «Акведук», прибор ночного видения, источник тепла, фильтры для очистки воды в полевых условиях и так далее. Все элементы объединяются в 11 функциональных групп обеспечивая максимальную унификацию и сочетаемость друг с другом:
- вооружение и боеприпасы: штатные, в зависимости от воинской специальности военнослужащего,
- средства наблюдения и разведки: ночные очки «Наглазник», компас и малогабаритный навигатор, с возможностью их использовать в любое время суток,
- комплект боевого снаряжения (в зависимости от поставленных задач может включать в себя дополнительные элементы)[2]:
  - общевойсковой бронежилет «Забрало»[8] — обеспечивает защиту от пуль и осколков от II уровня в противоосколочном варианте до IV в штурмовом[3],
  - защитный шлем «Борит-M»[9] — обеспечивает защиту от 9-мм пули 57-Н-181С пистолета ПМ на дистанции 5 м,
  - универсальный транспортный жилет[8] для размещения непосредственно на теле военнослужащего боеприпасов и вооружения общей массой не более 20 кг,
  - рейдовый рюкзак для хранения и переноски имущества объёмом до 40 литров при общем весе не более 40 кг,
  - десантный рюкзак для транспортировки снаряжения весом не более 15 кг при объёме до 15 литров во время десантирования парашютно-посадочным способом и после приземления,
  - спальный мешок[10], сохраняющий комфортные условия в течение 4 часов при −20 °C (с теплоизолирующим ковриком, противомоскитной сеткой и сменным вкладышем),
  - многофункциональная плащ-палатка[11], которая может служить плащом, носилками, тентом, гамаком, палаткой и тому подобное.
  - вещевой мешок (баул) для перевозки личного имущества военнослужащего при передислокациях.
- средства связи: малогабаритная УКВ-радиостанция мощностью 0,1 Вт с дальностью связи до 1,5 км, которая обеспечивает симплексную радиотелефонную связь в звеньях управления роты, взвода и отделения в открытом и маскированном режимах,
- инженерные средства: индивидуальный фильтр для водоочистки производительностью до 0,1 л/мин, складная лопата и другое.
- набор продовольствия: индивидуальный рацион питания в виде консервов и продуктовых концентратов (2966—3575 ккал) с устройством подогрева пищи, а также — рацион выживания для экстремальных ситуаций в виде брикетированных продуктов (1860 ккал),
- летняя и зимняя полевая одежда: комплект удобной и многофункциональной полевой формы,
- средства индивидуальной защиты от оружия массового поражения: комплект защитной фильтрующей одежды с огнезащитным покрытием и противогаз,
- средства медицинского обеспечения: индивидуальный перевязочный пакет и аптечка первой помощи с набором лекарственных препаратов,
- парашютно-десантные средства: основной и запасной парашюты, при необходимости могут дополняться грузовым контейнером,
- специальные и групповые элементы:
  - комплект выживания «Эльф» в виде ножа с набором предметов первой необходимости в рукоятке[12] (леска, лейкопластырь, спички, игла, нитки, марганцовка и т. д.)[13],
  - специальное плавсредство «Варяг» в виде пятисекционной лодки грузоподъёмностью до 500 кг при полной массе не более 5,5 кг,
  - маскировочный грим, индивидуальный источник тепла и так далее[2].

В случае необходимости ременная система ЖТ 6Ш92-5 комплекта «Бармица» допускает размещение на ней боевого специального ножа СН-01 «Клён» с возможностью извлечения его одной рукой. Наружные поверхности всех элементов оснащения имеют специальное покрытие камуфляжной окраски для снижения заметности военнослужащего в видимом и инфракрасном диапазонах длин волн.

### Варианты и модификации
В некоторых источниках за 2013 год в составе комплекта «Бармица-М1» упоминались детекторы лазерного и СВЧ-излучения, системы медицинского биоконтроля и тому подобное.

## Критика
Чрезмерный вес полного комплекта экипировки «Бармица» (более 40 кг) послужил стимулом для создания более совершенной экипировки «Ратник».